# Gemeenschappelijke Markt voor Oostelijk en Zuidelijk Afrika
De Gemeenschappelijke Markt voor Oostelijk en Zuidelijk Afrika (Common Market for Eastern and Southern Africa, afgekort COMESA) is een vrijhandelszone in het gebied dat zich uitstrekt van Libië tot en met Zimbabwe. Het hoofdkantoor van de organisatie staat in Lusaka, Zambia.
COMESA werd opgericht op 5 november 1993 en het verdrag werd geratificeerd op 8 december 1994. Het verdrag kwam in de plaats van een ander verdrag dat van kracht was sinds 1981. COMESA is  een van de fundamenten onder de Afrikaanse Economische Gemeenschap. De samenstelling van COMESA veranderde in de loop van de jaren.

## Hof van Justitie van de Gemeenschappelijke Markt voor Oostelijk en Zuidelijk Afrika
Het Hof van Justitie van de Gemeenschappelijke Markt voor Oostelijk en Zuidelijk Afrika is op basis van artikel 7 van het verdrag opgericht als orgaan van de Gemeenschappelijke markt voor Oostelijk en Zuidelijk Afrika. Het Hof van Justitie is belast met de interpretatie van het verdrag en ziet ook op de juiste toepassing van het verdrag door lidstaten. Het Hof bestaat uit zeven rechters die door het politieke orgaan van de Autoriteit (the Authority) zijn benoemd. Om de onpartijdigheid en onafhankelijkheid van het Hof te waarborgen stelt het verdrag vast dat de Raad van Ministers (Council of Ministers) bindende aanwijzingen kunnen geven aan alle organen van COMESA, behalve het Hof. Het Hof was in eerste instantie gevestigd in Lusaka, Zambia, maar verhuisde in maart 2013 naar Khartoum, Soedan. Zaken kunnen op drie manieren aan het Hof verwezen worden, namelijk: door een lidstaat, door de secretaris-generaal of natuurlijke en rechtspersonen. Deze laatste categorie moet wel eerst alle nationale rechtsmiddelen hebben uitgeput voordat zij een zaak naar het Hof verwijst.

## Lidmaatschap

### Huidige landen
- Burundi (21 december 1981)
- Comoren (21 december 1981)
- Congo-Kinshasa (21 december 1981)
- Djibouti (21 december 1981)
- Egypte (6 Jan 1999)
- Eritrea (1994)
- Ethiopië (21 december 1981)
- Kenia (21 december 1981)
- Libië (3 juni 2005)
- Madagaskar (21 december 1981)
- Malawi (21 december 1981)
- Mauritius (21 december 1981)
- Rwanda (21 december 1981)
- Seychellen (2001)
- Zuid-Soedan (2011)
- Soedan (21 december 1981)
- Swaziland (21 december 1981)
- Oeganda (21 december 1981)
- Zambia (21 december 1981)
- Zimbabwe (21 december 1981)

## Voormalige landen
- Lesotho (vertrok in 1997)
- Mozambique (vertrok in 1997)
- Tanzania (vertrok in 2000)
- Namibië (vertrok in 2004)
- Angola (schorste zichzelf in 2007)